# ダミアン・プレッシ
ダミアン・ジェローム・ジャン・リシャール・プレッシ（Damien Jerome Jean Richard Plessis, 1988年3月5日 - ）は、フランス・ロワレ県ヌーヴィル・オ・ボワ出身のサッカー選手。エーレブルーSK所属。ポジションはミッドフィールダー。

## 経歴
オリンピック・リヨンの下部組織でカリム・ベンゼマやハテム・ベン・アルファと共に育った。2007年、イングランドのリヴァプールFCに移籍した。
2017年3月3日、アルスヴェンスカンのエーレブルーSKと2年契約を結んだことが発表された。

## 代表歴
フランスの世代別代表としてUEFA U-19欧州選手権2007に出場した。